# Action U.S.A.
Action U.S.A. è un film statunitense del 1989 diretto da John Stewart.

## Trama
Una ragazza, dopo l'omicidio del suo compagno da parte di alcuni trafficanti di diamanti, viene messa sotto protezione da due agenti dell'FBI per impedire di essere uccisa.